# Amicale laïque des Couëts Bouguenais
Actualités
| \| Bouguenais \| Le club est basé à Bouguenais. |
| Bouguenais                                      |

L’ALC Bouguenais est l'un des sept clubs sportifs de rink hockey de la Loire-Atlantique basé à Bouguenais (banlieue sud-ouest de Nantes). Durant la saison 2012-2013, le club a remporté le championnat de Nationale 2 Sud (2e division du rink hockey français), se promouvant en Nationale 1 pour la saison 2013-2014. C'est la première fois de l'histoire du club qu'une équipe atteint l'élite du rink hockey français.

## Parcours

### Nationale 1
Le club remporte le championnat de Nationale 2 de 2012-2013, ce qui lui permet d'accéder à la Nationale 1. Lors de la saison 2013-2014, le club joue au plus haut-niveau du championnat français. Le club est mathématiquement relégué à l'issue de la 19e journée. Durant la saison, l'équipe perd certaines rencontres  sur le plus faible des écarts tel que contre Ergué, un adversaire de leur niveau. Durant la saison l'effectif comprend notamment des joueurs étrangers tel que Roger Hierro, Marc Baldris et Oriol Mata. Ce dernier a été recruté en vue de la promotion en Nationale. Il permet notamment à son équipe de surprendre le champion de France en titre en ouvrant le score contre Saint-Omer. Durant la saison, les matchs de l'équipe première clôture les matchs des équipes réserves et jeune du club. 

### Relégation
Après sa saison en Nationale 1, le club se maintient en Nationale 2, bien qu'elle soit mise en difficulté lors de la saison 2017-2018.

## Palmarès

### Équipe Senior
- Champion de Nationale 2 Sud en 2013

### Équipes jeunes
- 3e au Championnat de France U17 en 2013
- 6e au Championnat de France Benjamin en 2010
- 5e au Championnat de France U15 en 2011
- 6e au Championnat de France U15 en 2012

## Joueurs et personnalités du club

### Présidents
- 1992-1994 :  Dominique Elhiar
- 1994-2001 :  Joseph Boucard
- 2001-2005 :  Christophe Le Bigot

### Entraîneurs
- 1994-2003 :  Franck Delanoë
- ? :  Sébastien Durand

### Formation
Des joueurs formés par Bouguenais sont prêtés à d'autres club afin de jouer en Nationale 1. Il s'agit du cas de Romain Averty et Valentin Bily qui sont recrutés par le Poiré sur vie lors de la période des transferts de 2019.

## Infrastructure
Le club de Bouguenais évolue dans la salle de la Neustrie. La salle chauffée a une capacité de 300 places assises, d'un club-house. 